# جاك إيكن
جاك إيكن هو سياسي أسترالي، ولد في 17 مارس 1918 في Kensington, New South Wales ‏ في أستراليا، وتوفي في 3 سبتمبر 2016. نشط حزبياً في Queensland Labor Party ‏. وقد انتخب عضو المجلس التشريعي لولاية كوينزلاند ‏ عن دائرة Electoral district of Warrego ‏ (17 مايو 1969 – 7 ديسمبر 1974).